# ジュニオール・バイアーノ
ジュニオール・バイアーノ (Júnior Baiano) こと、ライムンド・フェレイラ・ラモス・ジュニオール（Raimundo Ferreira Ramos Júnior, 1970年3月14日 - ）は、ブラジル・バイーア州フェイラ・デ・サンタナ出身の元サッカー選手、サッカー指導者。元ブラジル代表。ポジションはディフェンダー。

## クラブ経歴
ジュニオール・バイアーノは1980年代末にカンピオナート・ブラジレイロ・セリエAに所属するCRフラメンゴでプロデビュー。その後はブラジル全土を行き来した他、ドイツや中国にも移籍した。ドイツではヴェルダー・ブレーメンと契約したものの、相手選手を殴り十試合の出場停止処分となり契約も解除された事で最も印象に残っている選手である。ブラジルのカンピオナート・カリオカは1991年と2004年にCRフラメンゴで制覇している他、コパ・ド・ブラジルやカンピオナート・ブラジレイロ・セリエAも同チームで制覇している。また、コパCONMEBOLとレコパ・スダメリカーナをサンパウロFC時代の1994年に制覇した他、SEパルメイラス時代の1999年にはコパ・リベルタドーレスを制覇している。
2005年の末には引退宣言したものの、翌年12月にはアメリカ-RJとプロ契約し選手に復帰した。その後、カンピオナート・ブラジレイロ・セリエBのブラジリエンセFCに移籍した。2009年にはヴォルタ・レドンダFCに一旦移籍した後にメジャーリーグサッカーのマイアミFCに移籍してキャリアを終えた。このチームの監督は嘗てブラジル代表で共に戦ったジーニョであった。

## 代表経歴
ジュニオール・バイアーノはブラジル代表として1997年から1998年にかけて25試合に出場し、1998 FIFAワールドカップや1998 CONCACAFゴールドカップ、FIFAコンフェデレーションズカップ1997に出場、1997年のアジアツアーで代表デビュー、日本戦で初ゴールを挙げた。コンフェデ杯では優勝を果たした。1998年のワールドカップではグループAのノルウェー代表戦で、彼はトーレ・アンドレ・フローに競り負けてクラウディオ・タファレルの手に届く間際にボールがすり抜けて得点された挙句に2-1の敗戦を喫した。しかし、ブラジルを決勝戦まで導くのに非常に大きな役割を果たした。

## 代表歴

### 出場大会
- ブラジル代表
  - 1998 FIFAワールドカップ (準優勝)

### 試合数
- 国際Aマッチ 24試合 2得点（1997年-1998年）[6]

| ブラジル代表 | 国際Aマッチ | 国際Aマッチ |
| 年           | 出場        | 得点        |
| ------------ | ----------- | ----------- |
| 1997         | 11          | 2           |
| 1998         | 13          | 0           |
| 通算         | 24          | 2           |

## タイトル

### クラブ
CRフラメンゴ
- カンピオナート・カリオカ : 1991, 1996, 2004
- コパ・ド・ブラジル : 1990
- カンピオナート・ブラジレイロ・セリエA : 1992

サンパウロFC
- コパCONMEBOL : 1994
- レコパ・スダメリカーナ : 1994

SEパルメイラス
- コパ・ド・ブラジル : 1998
- コパ・メルコスール : 1998
- コパ・リベルタドーレス : 1999

CRヴァスコ・ダ・ガマ
- コパ・メルコスール : 2000
- カンピオナート・ブラジレイロ・セリエA : 2000

SCインテルナシオナル
- カンピオナート・ガウショ : 2002

上海緑地申花足球倶楽部
- 中国サッカー・スーパーリーグ : 2003

ブラジリエンセFC
- カンピオナート・ブラジリエンセ : 2008

### 代表
ブラジル代表
- FIFAコンフェデレーションズカップ : 1997

### 個人
- ボーラ・ジ・プラッタ : 1997